# La Mirona
La Mirona, nombre artístico de Javiera Ortega Reszczynski, es una ilustradora chilena, autora del libro El Oasis de Latinoamérica.

## Biografía
Javiera Ortega Reszczynski nació en 1984 en Santiago de Chile.

### Estudios
Entre 2004 y 2008, Ortega estudió filosofía en la universidad Católica de Chile.Luego de ganar una beca Corfo, fue a vivir a Chicago, donde entre 2008 y 2012 estudió un magíster en cine digital en la universidad DePaul en Chicago.Después de graduarse, trabajó con su profesor guía, el cineasta Scott Erlinder, como guionista de proyectos documentales sobre política estadounidense e internacional.

### Carrera
Relató que cuando estudiaba en Estados Unidos, ocurrió el movimiento Occupy Wall Street, en el cual se sintió "mirona", sensación que se mantuvo cuando volvió a Chile en 2013. Ese mismo año eligió ese nombre como nombre artístico.
A su vuelta de Estados Unidos en 2013, La Mirona empezó a ilustrar de forma profesional. Trabajó 5 años en el instituto ICEL. Dio clases de diseño en la universidad UNIACC hasta que en 2022 fue nombrada Directora de Escuela de Diseño, cargo que desempeñó hasta el 2024. Desde el 2013 que publica ilustraciones todas las semanas en el diario Las Últimas Noticias donde dio sus primeros pasos en el mundo de la sátira política. Sus ilustraciones y viñetas han sido publicadas en los medios de comunicación El Desconcierto, The Clinic y La Voz de los que sobran.
En 2021, a los 37 años, después de contactar a tres editores. publicó su primer libro como ilustradora, con RIL Editores, en el cual retrató Chile desde el estallido social hasta el plebiscito constituyente.El título del libro, El Oasis de Latinoamerica, hace referencia a declaraciones del presidente Sebastián Piñera que dijo el 8 de octubre del 2019 “En medio de esta América Latina convulsionada veamos a Chile, nuestro país es un verdadero oasis con una democracia estable”, pocos días antes del inicio del estallido social. El libro cuenta con un texto de Alejandra Matus en la contraportada.Las viñetas del libro fueron dibujadas con lápiz digital en un iPady contienen referencias a la violencia ejercida por carabineros durante las protestas, y a la desconexión entre la elite política y la ciudadanía
En noviembre de 2021, su jingle "Boris Love", dedicado al entonces candidato presidencial Gabriel Boric, se hizo viral en redes sociales.En 2024, publicó en Instagram la ilustración "La metamorfosis", en la cual reflexionó sobre la evolución del presidente Gabriel Boric desde su rol de diputado a la actualidad ; en la publicación, La Mirona recibió un comentario de Gabriel Boric compartiendo una reflexión y felicitándola por su trabajo, lo cual en entrevista con The Clinic ella valoró como muestra de la libertad de expresión que existe en Chile.
Ese mismo año 2021, realizó unas ilustraciones sobre el proceso constituyente, como parte de una serie iniciada por el dibujante, ilustrador y humorista gráfico Alen Lauzan y difundida por el Instituto Francés de Chile y el diario El Mostrador.

### Vida personal
En 2019 tuvo un hijo llamado Bruno.

## Libros
- El Oasis de Latinoamerica. RIL Editores. 2021. ISBN 9788418065361.

## Premios y reconocimientos
- 2015: Latin American Illustration 4[5]
- 2017: Latin American Illustration 6[5][13]
- 2018: Latin American Illustration 7[5][14]